# Versiones de Blade Runner

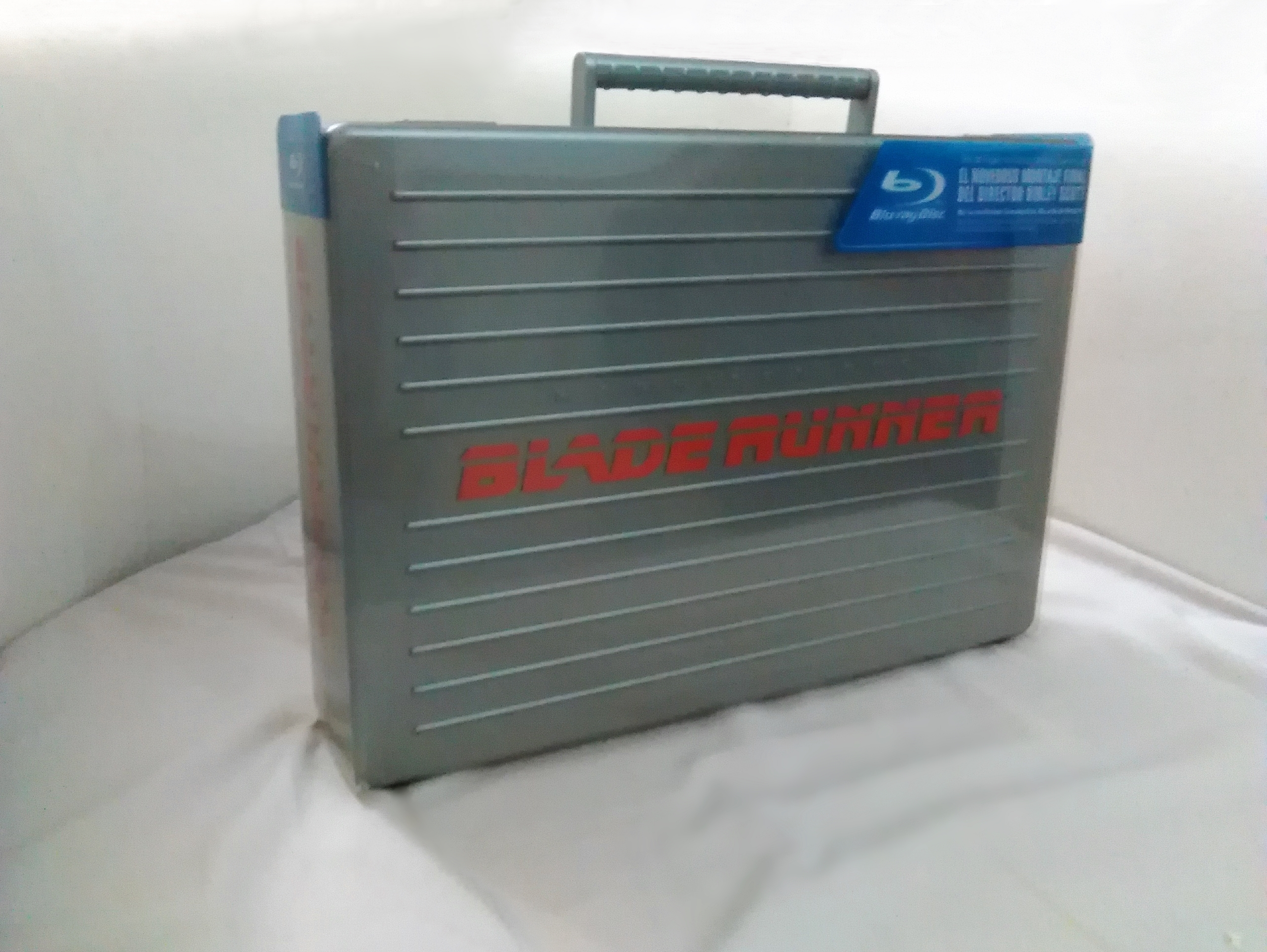
Edición maletín en Blu-ray de la Five-Disc Ultimate Collector's Edition de Blade Runner.

Siete versiones distintas de Blade Runner han sido mostradas al público, entre pruebas de preestreno y proyecciones comerciales. Fueron resultado en gran medida de los controvertidos cambios realizados a petición de algunos productores co-ejecutivos. Las más conocidas son la Workprint (copia de trabajo), la versión de estreno en EE. UU., el montaje internacional, el montaje del director y el montaje final. Estas fueron las versiones incluidas en la Five-Disc Ultimate Collector's Edition de 2007. También existe la versión del preestreno de prueba de San Diego, solo proyectada una vez, y la versión para televisión en Estados Unidos. Además, en el documental Dangerous Days: Making Blade Runner, se menciona que el director Ridley Scott mostró una versión inicial de casi cuatro horas de duración solo al personal del estudio.

## Las siete versiones oficiales

### La versión prototipoWorkprint(1982)
La versión Workprint (1982, 113 minutos) se presentó al público en pruebas de audiencia en Denver y Dallas en marzo de 1982. También en Los Ángeles y San Francisco, en 1990 y 1991, como una versión del director, que sin embargo no contaba con la aprobación del mismo. La recepción negativa en 1982 llevó a las modificaciones que derivaron en la versión que se llevó a los cines en Estados Unidos, mientras que la respuesta positiva a las proyecciones de 1990 y 1991 convenció al estudio para aprobar la realización de una versión del director oficial. La Workprint fue incluida en la edición especial de cinco discos de 2007, concretamente la última copia conocida con una restauración aceptable de la calidad de imagen y sonido. Las principales diferencias entre la Workprint y la mayoría de las otras versiones (en orden cronológico) son:
1. La secuencia de apertura de los títulos de crédito que explica la historia y el pasado reciente de los replicantes no está presente en esta versión. En su lugar, aparece la definición de «replicante» de una edición ficticia de 2016 del Nuevo Diccionario Americano.
2. Cuando Deckard toca el piano en un arranque depresivo, bajo los efectos del alcohol, no está la secuencia del sueño del unicornio o la misma música de fondo.
3. La segunda mitad del film no va acompañada en su mayor parte de la música de Vangelis debido a que aún no habían sido compuestos los temas correspondientes. En su lugar se usa el tema «Qu'ran» de Brian Eno y David Byrne para la escena en The Snake Pit, o bandas sonoras como la de El planeta de los simios de Jerry Goldsmith o Humanoids from the Deep y The Hand de James Horner. Además, la escena romántica entre Rachael y Deckard incluye el tema «Desolation Path», compuesto por Vangelis para la película, en lugar del «Love Theme».[6]
4. Se muestran diferentes y más lejanas tomas de la muerte de Roy mientras Deckard lo observa. Además, hay una narración alternativa (la única narración en esta versión): «I watched him die all night. It was a long, slow thing... and he fought it all the way. He never whimpered, and he never quit. He took all the time he had, as though he loved life very much. Every second of it... even the pain. Then, he was dead». La traducción sería: «Lo vi morir toda la noche. Fue algo largo y lento... y luchó todo el camino. Nunca gimió, y nunca se rindió. Se tomó todo el tiempo que tuvo, como si amara mucho la vida. Cada segundo de ella... incluso el dolor. Y entonces, murió».
5. No hay un «final feliz»; la película termina con el cierre de las puertas del ascensor del apartamento de Deckard, con él y Rachael en su interior.
6. No hay créditos finales. Solo se muestran las palabras «The End» junto a la música de salida.

### La versión del preestreno de prueba de San Diego (San Diego Sneak Preview) (1982)

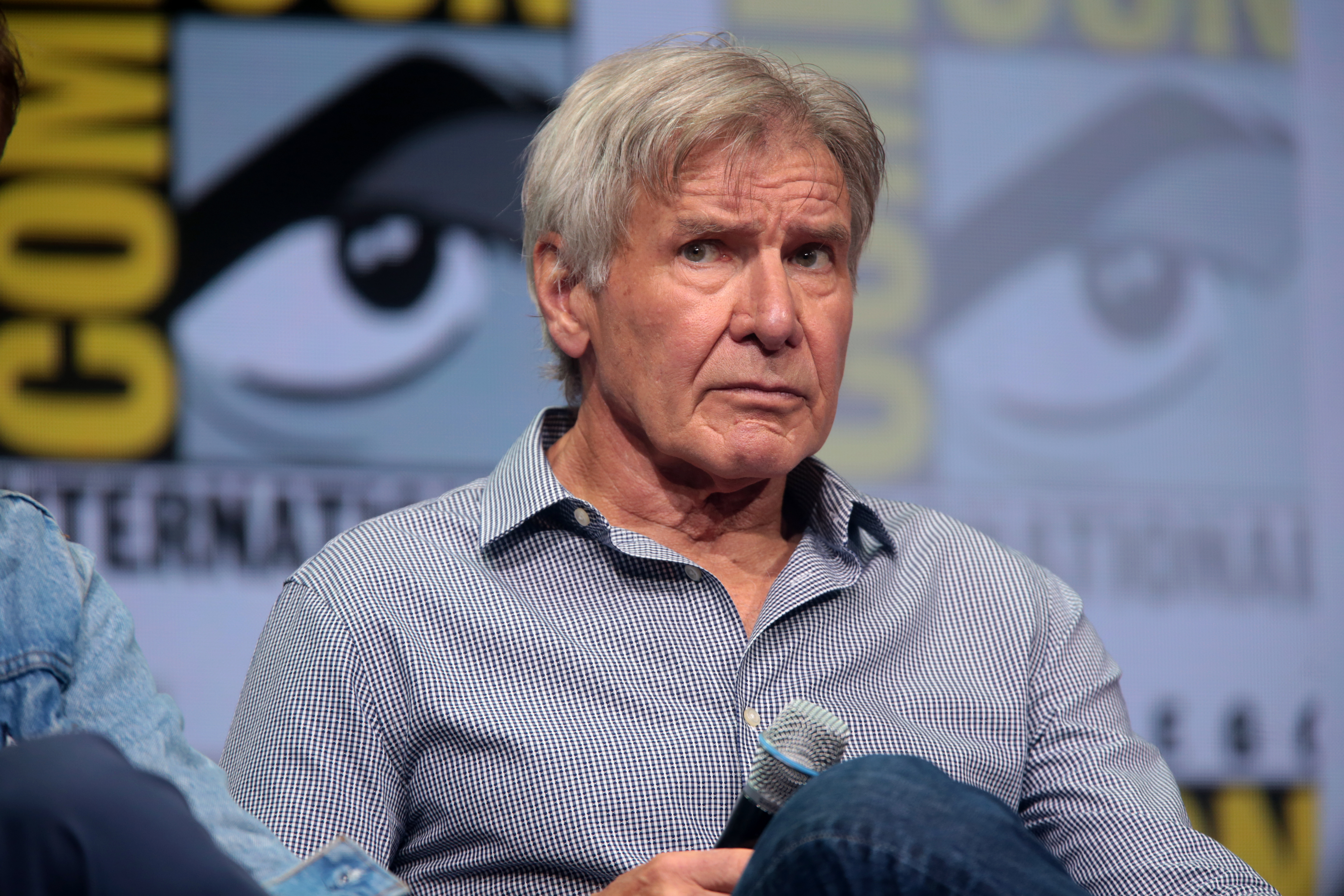
Ni Ridley Scott ni Harrison Ford apoyaban el uso de la voz en off, aunque Ford niega que saboteara deliberadamente su grabación.

La San Diego Sneak Preview (1982, 115 minutos) sólo se proyectó una vez el 8 de mayo de 1982, después de que se hicieran los cambios pedidos por los productores co-ejecutivos. Esta versión es casi idéntica a la versión estrenada el mes siguiente en Estados Unidos, excepto por el hecho de que incluye tres escenas adicionales no vistas anteriormente ni después, incluyendo la versión final de 2007: Roy Batty haciendo una llamada desde la cabina de Vid-Phōn para ver si está Chew, Deckard recargando su Blaster tras disparar a Roy Batty, y tomas aéreas de Deckard y Rachael conduciendo hacia una puesta de sol.

### La versión de estreno en Estados Unidos (Domestic Cut) (1982)
La versión estrenada en Estados Unidos (1982, 116 minutos) fue lanzada también en Betamax y VHS en 1983. Esta versión se mantuvo inédita en DVD durante muchos años, hasta que fue reestrenada (junto con el montaje internacional) como parte de la Five-Disc Ultimate Collector's Edition en 2007.
Esta versión incluía el «final feliz» impuesto por Bud Yorkin y Jerry Perenchio de Tandem Productions (usando una escena rodada a finales de marzo de 1982 en Big Bear Lake (California) e imágenes aéreas sobrantes del parque nacional de los Glaciares (Montana) para la película El resplandor de Stanley Kubrick), y la adición de la voz en off de Harrison Ford. Aunque varias versiones del guion incluían inicialmente narraciones de algún tipo, Harrison Ford y Ridley Scott decidieron crear en su lugar escenas que añadieran información para no hacer uso de la voz en off; pero después de que miembros de la audiencia que vio el Workprint indicaran dificultades para entender la película, los directivos encargaron escribir a un guionista ajeno al proyecto, Roland Kibbee, una narración aclaratoria para que esta fuese añadida en la posproducción. Se ha sugerido que Ford recitó mal intencionadamente la voz en off, con la esperanza de que no la incluyeran finalmente, pero el actor manifestó en 1999 que sencillamente no tuvo tiempo de leer las líneas previamente, ya que cuando entró al estudio el escritor le entregó el guion justo antes de comenzar la grabación, indicando que «No tuve oportunidad de participar, así que simplemente la leí». Más tarde, en una entrevista de 2002 en la revista Playboy, declaró: «Lo hice lo mejor que pude para no tener una orientación previa. Nunca pensé que la incluirían. Pero no lo hice para sabotearla. Fue simplemente una mala narración».

### El montaje internacional (International Cut) (1982)

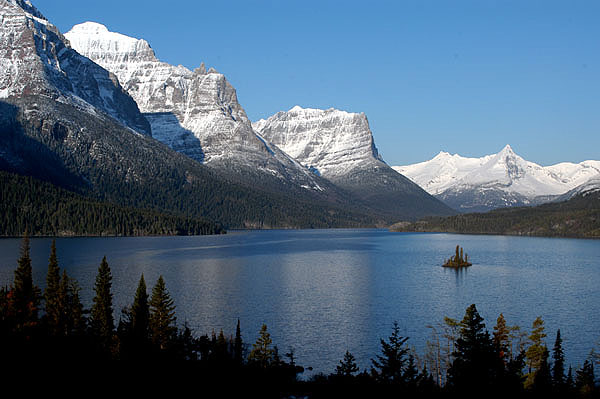
Las versiones estrenadas en cines incluyen un «final feliz» donde se emplean imágenes aéreas sobrantes del parque nacional de los Glaciares para la película El resplandor de Stanley Kubrick.

El montaje internacional (1982, 117 minutos) fue la versión estrenada fuera de Estados Unidos e incluye planos más violentos en tres escenas de acción que no están en la versión estadounidense ni el Director's Cut (reinsertados posteriormente en el Final Cut):
1. Cuando Batty mata a Tyrell, se pueden ver tres planos introduciendo sus dedos en los ojos y como brota la sangre de los mismos, mientras que en EE. UU. fueron cambiados por el plano del búho de Tyrell.
2. Durante la lucha con Pris, ella levanta a Deckard por su nariz, y posteriormente, él le dispara tres y no dos veces, mostrándose más planos de Pris pateando y gritando.
3. En la persecución final, vemos tres planos nuevos de Roy empujando el clavo a través de su mano, pudiendo apreciarse como atraviesa la piel del otro lado.

Aunque inicialmente no estuvo a la venta en EE. UU., pero sí en Europa, Australia y Asia tanto en cines como en Laserdisc de Warner Home Video, fue posteriormente distribuido en VHS y Laserdisc de Criterion Collection en América del Norte, y relanzado para VHS en 1992 en una edición de 10.º aniversario. HBO emitió esta versión en Estados Unidos en los años ochenta y noventa. También es una de las versiones incluidas en la Five-Disc Ultimate Collector's Edition de 2007.

### La versión para televisión en Estados Unidos (US Broadcast Version) (1986)
La versión para televisión en Estados Unidos (1986, 114 minutos) fue editada por la compañía de televisión CBS con el fin de rebajar el nivel de violencia, blasfemias y los desnudos femeninos. Se emitió por primera vez en febrero de 1986.

### El montaje del director (Director's Cut) (1992)
El montaje del director (1992, 116 minutos) autorizado por Ridley Scott, estrenado en los cines de Estados Unidos el 11 de septiembre de 1992 y posteriormente en el resto del mundo, fue motivado por la proyección no autorizada del Workprint en 1990-1991. El Director's Cut estuvo disponible en VHS y Laserdisc en 1993, y en DVD en 1997. Hubo cambios significativos respecto a la versión estrenada en 1982. Scott proporcionó numerosas notas y orientación a la Warner Bros., aunque la película fue editada por el restaurador de películas Michael Arick.

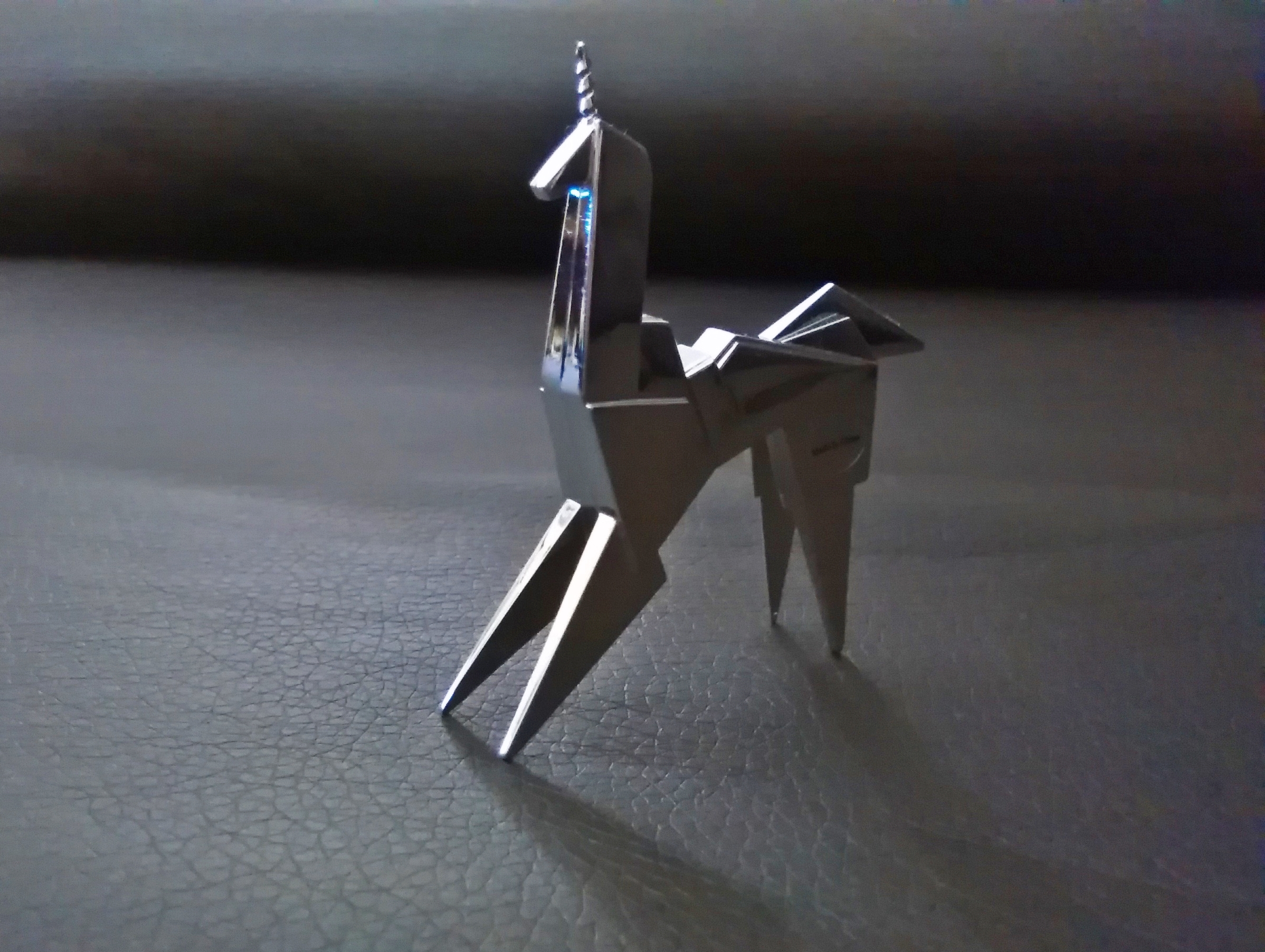
La adición del sueño del unicornio en el Director's Cut y el Final Cut sugiere en mayor medida que Deckard puede ser en realidad un replicante.

En octubre de 1989, Arick había descubierto una copia de 70mm de Blade Runner en los sótanos de una compañía de postproducción mientras buscaba material de archivo, y otros dos restauradores la volvieron a encontrar posteriormente. Cuando el cine Cineplex Odeon Fairfax de Los Ángeles se enteró de este descubrimiento, la dirección del cine pidió permiso a la Warner para proyectar la copia durante un festival de cine programado para el siguiente mes de mayo. Hasta la proyección, nadie sabía que esta copia era la Workprint (copia de trabajo). Warner Brothers aprovechó el efecto de la noticia para proyectarla en otras 15 ciudades como la «versión del director». Ridley Scott repudió públicamente esta versión de la película como versión del director, argumentando que fue editada toscamente, que carecía de una escena clave, y que la parte final no iba acompañada de la música de Vangelis. En respuesta a la insatisfacción de Scott, Warner canceló la proyección en algunas ciudades, pero volvió a permitirla en el Teatro Nuart de Los Ángeles y en el Teatro Castro en San Francisco a partir del otoño de 1991. Como consecuencia del éxito de estas proyecciones y de la gran popularidad de la película en los 90 (ya era considerada de culto), Warner Bros. decidió trabajar en la versión del director definitiva, con las instrucciones de Scott, para un relanzamiento oficial en los cines en 1992.
La Warner contrató a Arick, que ya estaba siendo consultado por ellos, para encabezar el proyecto con Scott. Primero pasó varios meses en Londres con Les Healey, que había sido el editor asistente en Blade Runner, compilando una lista de los cambios que Scott quería que se hicieran a la película. Se realizaron tres modificaciones principales:
1. La eliminación de las trece voces en off explicativas de Deckard. En el lugar donde estaba la primera de ellas se inserta una continuación de la megafonía del dirigible, una voz femenina que dice: «This announcement has been brought to you by the Shimago-Dominguez Corporation. Helping America into the New World» (en español, «Este anuncio ha sido patrocinado por la Corporación Shimago-Domínguez. Ayudando a América en el Nuevo Mundo»). A veces el nombre de la empresa se transcribe también como Shimata-Dominguez Corporation.
2. La inserción de la secuencia del sueño con un unicornio corriendo por un bosque y que había sido rodada en 1982. No se encontró una copia con la suficiente calidad para esta escena; la escena original muestra a Deckard intercalado con el unicornio, por lo que Arick se vio obligado a utilizar una copia diferente, que muestra solo al unicornio. La presencia de esta secuencia supone un cambio relevante en la concepción de la naturaleza de Deckard, ya que el unicornio de origami de Gaff encontrado por él al final de la película podría significar que Gaff conoce sus sueños, lo que da a entender que los recuerdos de Deckard son artificiales y que por lo tanto sería un replicante.[15]
3. La eliminación del «final feliz» impuesto por Bud Yorkin y Jerry Perenchio de Tandem Productions, incluyendo algunos elementos visuales en los títulos de crédito finales de la película. El film termina ambiguamente cuando las puertas del ascensor se cierran.

Scott dijo desde entonces que las limitaciones de tiempo y dinero, sumadas a sus obligaciones con Thelma & Louise, le impidieron supervisar y reorganizar la película de una manera completamente satisfactoria. Aunque aseguró que prefería la versión de 1992 a la que se estrenó originalmente, nunca sintió esta versión del director como la definitiva. En 2000, Harrison Ford dio su opinión sobre esta versión de la película diciendo que aunque él pensaba que era «espectacular», no le había «emocionado en absoluto», explicando que «no han añadido nada nuevo, por lo que continúa siendo un simple ejercicio de estilo». Posteriormente, en el documental Dangerous Days: Making Blade Runner, Ford aseguró no obstante que fue la primera versión de la que no se avergonzaba, al contar que «solo después de que fuera seccionada [la voz] de la película, pude disfrutar viéndola». Publicado como DVD de un solo disco en marzo de 1997, fue una de las primeras películas en DVD en el mercado. Era un disco básico sin características especiales, con vídeo y audio de calidad definida como mediocre, procedente del Laserdisc de 1993. En 2006, Warner Home Video lo relanzó en DVD con imagen remasterizada y mayor calidad de sonido. Esta fue la copia añadida a la Five-Disc Ultimate Collector's Edition de 2007.

### El montaje final (Final Cut) (2007)

#### Producción

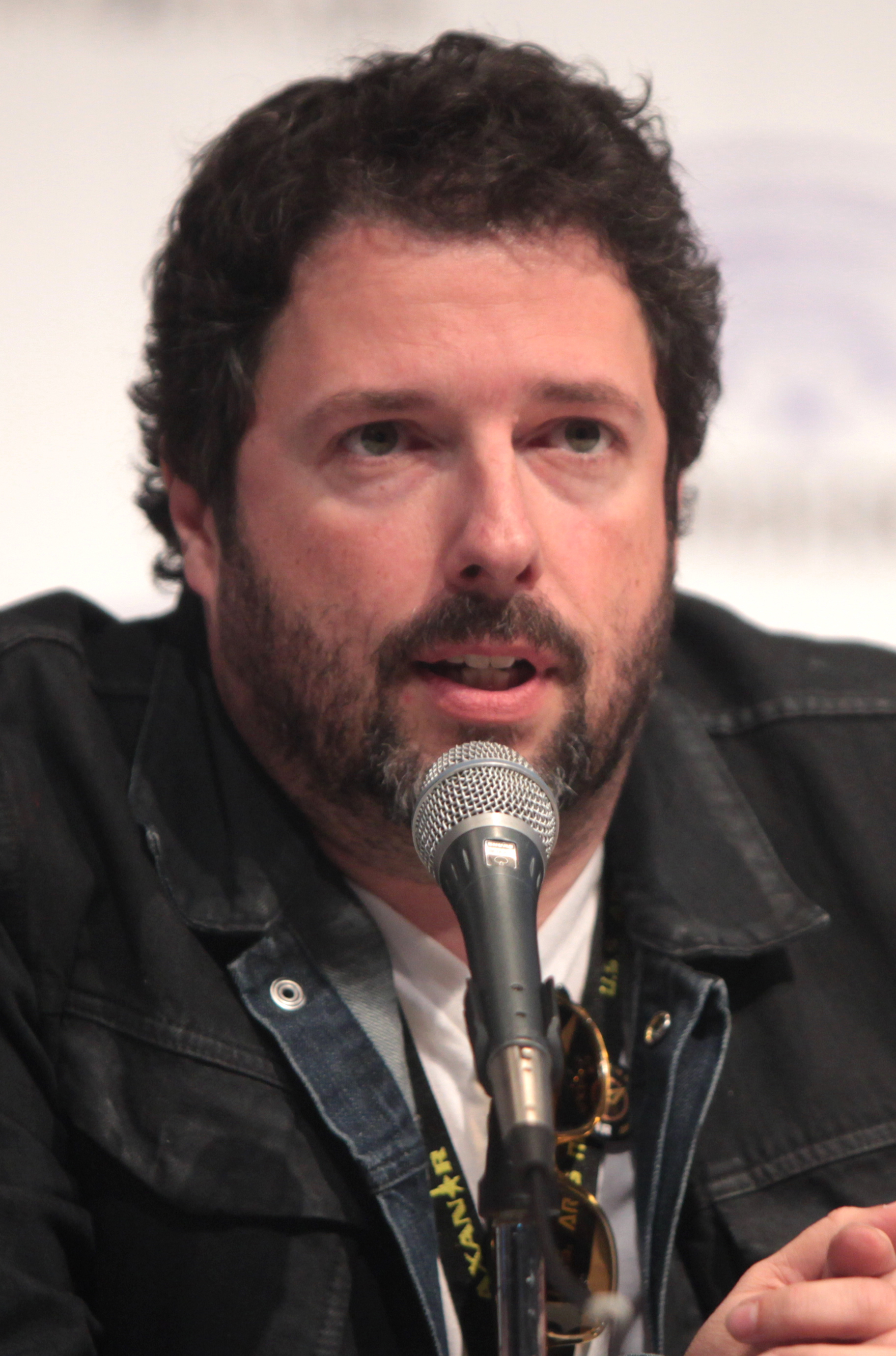
Charles de Lauzirika, productor de la restauración, ayudó a Scott a desarrollar el Final Cut y dirigió además el documental Dangerous Days: Making Blade Runner.

El Final Cut (2007, 117 minutos), estrenado durante poco tiempo por Warner Bros. en cines el 5 de octubre de 2007, y posteriormente estrenado en DVD, HD DVD y Blu-ray en diciembre de 2007 (el 3 de diciembre en Europa; el 18 de diciembre en Estados Unidos), es la única versión sobre la que Ridley Scott ha tenido el control artístico completo, ya que en la producción del Director's Cut él no estaba directamente a cargo. Junto con el Final Cut se produjeron documentales y materiales adicionales, terminando en una edición especial de cinco discos llamada Five-Disc Ultimate Collector's Edition.
Ridley Scott encontró tiempo a mediados de 2000 para hacer una versión final y definitiva de la película con ayuda de Charles de Lauzirika, productor de la restauración, que fue parcialmente completada a mediados de 2001, antes de que cuestiones jurídicas y financieras forzaran un alto a la obra. Para hacer el Final Cut, el metraje fue completamente restaurado de los negativos originales, con imágenes en 35mm escaneadas a 4K o 6K de resolución dependiendo del tipo de cámara Panavision que filmó cada escena, y elementos de 65mm escaneados a 8K de resolución, con una nueva mezcla en Dolby Digital 5.1 Surround sacada de los elementos originales de la pista de sonido pero completamente restaurados a los últimos estándares de audio.
La intención inicial era que el DVD de la edición especial se presentase para las navidades de 2001, y los rumores apuntaban a que sería un set de tres discos incluyendo el montaje completo de la versión internacional para cines, el Director's Cut de 1992, y la nueva versión mejorada añadiendo escenas eliminadas, entrevistas con el reparto y el equipo, y el documental On the Edge of Blade Runner. Sin embargo, Warner Bros. retrasó indefinidamente el lanzamiento de la edición especial tras disputas legales que comenzaron con los garantes de la versión original (en especial, Jerry Perenchio), que habían obtenido la propiedad de la película cuando el presupuesto de filmación subió de 21,5 millones a 28 millones.

#### Lanzamiento

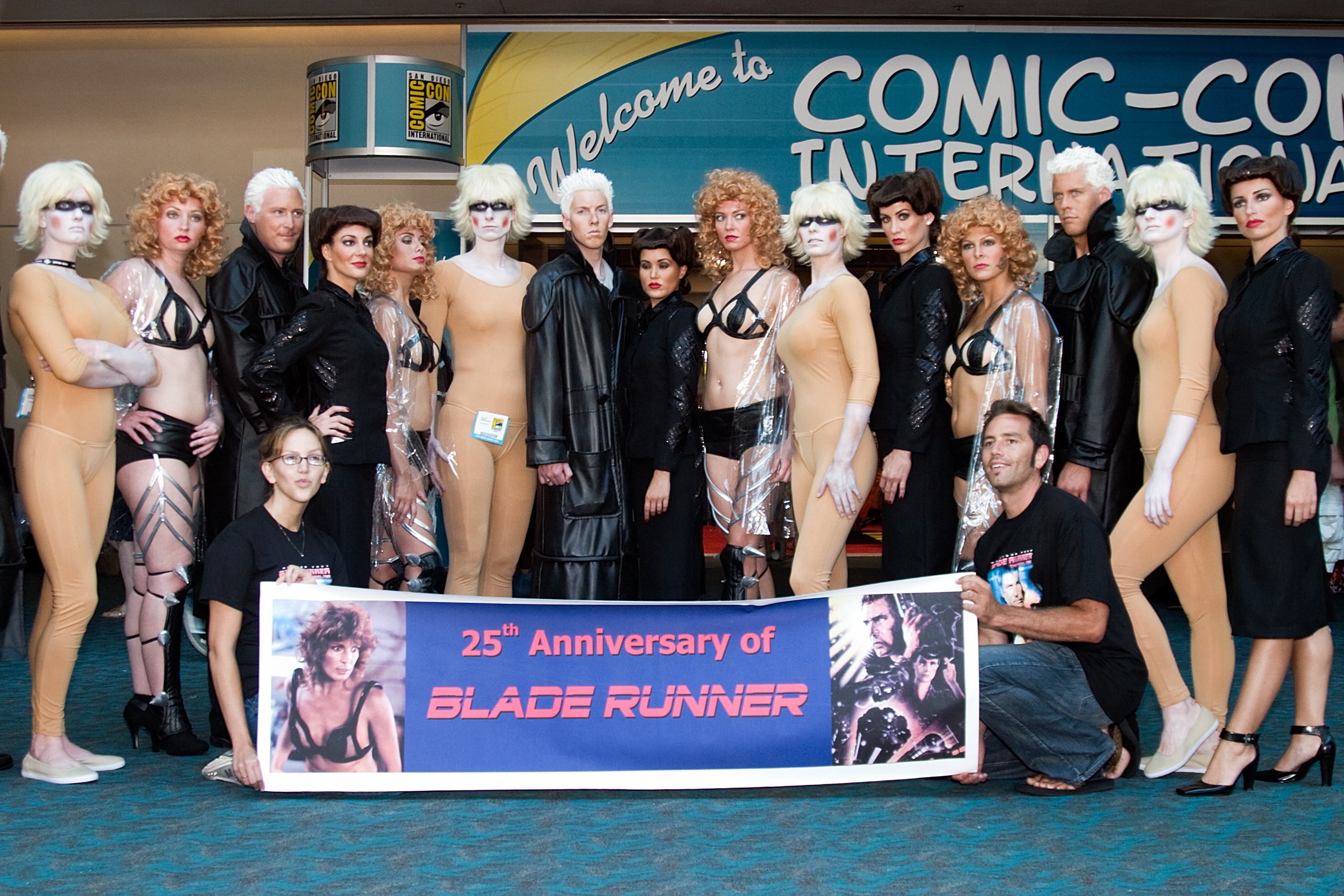
Conmemoración del 25.º aniversario de Blade Runner y el lanzamiento del Final Cut en la Comic-Con de San Diego (2007).

Después de varios años de disputas legales, Warner Bros. anunció en 2006 que finalmente se había asegurado los derechos completos de distribución para la película, y que sería un lanzamiento en tres etapas:
1. Una reedición remasterizada digitalmente del montaje del director de 1992 fue estrenada el 5 de septiembre de 2006 en los Estados Unidos, el 9 de octubre de 2006 en el Reino Unido y en los meses siguientes en Europa continental. Incluía un avance del Final Cut.[21]
2. El Final Cut de Ridley Scott de la película comenzó a estrenarse en algunos cines en Nueva York y en Los Ángeles el 5 de octubre de 2007; en Washington D. C. en el Uptown Theatre el 26 de octubre de 2007; en Chicago el 2 de noviembre de 2007; en Toronto el 9 de noviembre de 2007 en Theatre D Digital's Regent Theatre; en Sídney, Australia en el Hayden Orpheum el 8 de noviembre de 2007; en Melbourne, Australia el 15 de noviembre de 2007 en The Astor Theatre; en Boston en el Coolidge Corner Theatre el 16 de noviembre de 2007 y en Austin, Texas el 18 de noviembre de 2007.[22][23]
3. Fue lanzada una edición especial en forma de maletín y otra en formato de estuche metálico con cinco discos llamadas Five-Disc Ultimate Collector's Edition en los formatos DVD, HD DVD y Blu-ray. Incluían la versión Workprint, los dos montajes estrenados en 1982 (el de Estados Unidos y el internacional), el montaje del director (Director's Cut) de 1992, el montaje final (Final Cut) de 2007, el documental Dangerous Days: Making Blade Runner (213 minutos) y varias horas más de material adicional, como el documental titulado All Our Variant Futures: From Workprint to Final Cut, que muestra el proceso de remasterización y la filmación de nuevo material para el Final Cut. Esta edición fue lanzada en Europa el 3 de diciembre de 2007 y en los Estados Unidos el 18 de diciembre de 2007.[24][25] También salió una versión con cuatro discos y otra de dos que incluían solo una parte del material extra de la edición de cinco discos.[18][26]

El 10 de noviembre de 2008 el Final Cut se estrenó por televisión en Sci-Fi Channel. El 23 de octubre de 2012 se lanzaron dos formatos de edición coleccionista por el 30.º aniversario que incluían el Final Cut, las versiones de estreno y el montaje del director en Blu-ray, así como el Workprint, el documental Dangerous Days: Making Blade Runner y varios extras. El 5 de septiembre de 2017, coincidiendo con el 35.º aniversario y un mes antes del estreno de Blade Runner 2049, se lanzó el Final Cut por primera vez en 4K Ultra HD, incluyendo además la versión en Blu-ray y dos discos con el documental Dangerous Days: Making Blade Runner y numerosos extras. El 27 de septiembre se lanzó también una edición especial que añadía las versiones de estreno y el montaje del director en Blu-ray, que ya habían sido incluidos en ediciones anteriores.

#### Diferencias con el resto de versiones

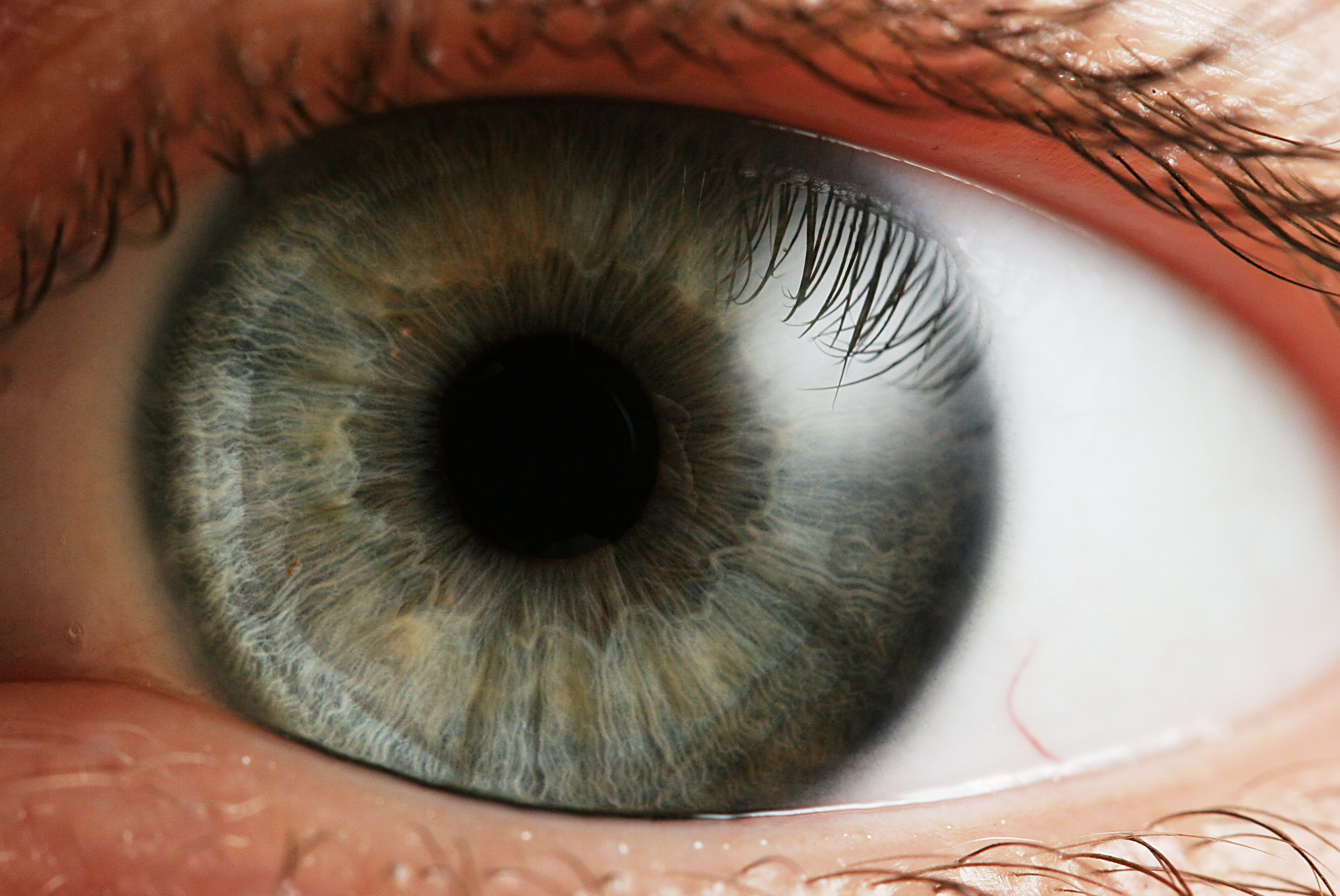
Aunque en las dos últimas versiones se muestra el sueño del unicornio, la ambigüedad sobre si Deckard es un replicante o un humano está presente en todos los montajes, por ejemplo cuando Rachael le pregunta si se ha sometido al test Voight-Kampff.

Para el Final Cut, Scott mantuvo los tres cambios principales que introdujo en el Director's Cut, pero hay algunas diferencias que la distinguen del resto de montajes. La tonalidad de los colores tiende al verde azulado, lo que la acerca estéticamente más a Nighthawks, una de las primeras referencias visuales de Scott a la hora de crear la atmósfera de Blade Runner. Los créditos iniciales y finales han sido completamente rehechos, aunque con la misma fuente, eliminando el notable efecto de brillo de los anteriores cortes. En los créditos finales, David L. Snyder ahora aparece como «David L. Snyder» en lugar de «David Snyder», y a Ben Astar ahora se le atribuye el papel de Abdul Ben Hassan. El Final Cut contiene la versión original completa y restaurada del sueño del unicornio que no había estado en ninguna versión anterior, ya que en el Director's Cut se usó una copia en peor calidad, así como un nuevo primer plano de Deckard intercalado en esa misma escena, aunque se corta un plano de las fotografías del piano y otros dos de Deckard. Además, la presentación de Deckard se reduce al recortar dos planos y suprimir otros dos, se introducen nuevas voces en la radio de la policía durante el vuelo en el Spinner de Gaff, se modificaron varias frases («Kowalski», «Two of them got fried», «I want more life, father»), se reintroducen dos líneas de diálogo (Bryant hablando a Deckard sobre las características de Leon y Batty pidiendo perdón a Sebastian) y tres planos (uno extendido de Deckard paseando por el mercadillo animoide, uno general del barrio chino y otro de unas bailarinas enmascaradas tras el escaparate callejero) que estaban en el Workprint, se incluyen escenas inéditas (como Deckard hablando con un policía, escena que aparecía en el Workprint pero con otra toma), la transición entre el rostro de Roy en el ascensor y Deckard conduciendo en el túnel se produce con otra temporización, y se cortan dos fragmentos en la persecución final. Además, fueron reinsertados todos los planos de violencia adicional (en la muerte de Tyrell, en la pelea con Pris y en la persecución final con Roy introduciéndose un clavo) que estaban en el International Cut y no en la mayor parte de los otros montajes.

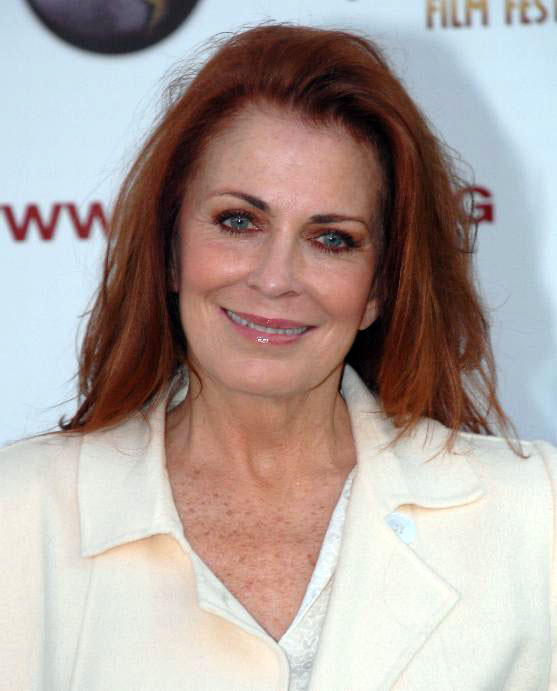
Con motivo del Final Cut, Joanna Cassidy volvió a ser filmada caracterizada como Zhora para que el rostro de la especialista fuera sustituido por el de ella en esta versión.

Respecto a los retoques digitales, gran parte de los efectos especiales originales, todos ellos analógicos, fueron limpiados o reanimados. Los primeros planos del ojo en la primera escena incluyen efectos de dilatación y contracción de la pupila, se eliminaron algunos cables que sujetaban los Spinner, se borró la cabeza de Deckard en un plano de Tyrell durante el test a Rachael, se añadieron digitalmente varios fondos (como el de la cabina en la primera escena de Batty donde además se eliminó digitalmente el dedo de Joe Turkel sobre su hombro, el de las luces de la ciudad en la aproximación final del Spinner al edificio de la Tyrell [plano que además es acortado], muchos de los que hay en los planos generales del alféizar y la azotea del Bradbury, o el que aparece durante el vuelo de la paloma que sostiene Batty), se cambió la marquesina del Million Dollar Theatre en el momento en el que Pris entra al portal del edificio Bradbury para que coincidiera con la del resto de tomas, se modificó digitalmente el número de serie de la escama de serpiente para que fuera el mismo que decía la mujer camboyana, se eliminó digitalmente una herida del rostro de Deckard tras la muerte de Zhora para solucionar un problema de continuidad, se borró la sombra de un cámara y su asistente en una de las escenas de Deckard corriendo por el Bradbury, se añadió a Roy en un plano general con Deckard trepando por la fachada, se incorporó lluvia digital en algunos planos durante esa escalada o se sincronizaron los labios de Deckard con su voz cuando interroga a Abdul Ben Hassan, para lo cual se usaron imágenes de la boca del hijo de Harrison, Ben Ford. Por último, se modificó digitalmente el rostro de la fotografía de Zhora en la escena de la máquina Esper para que se pareciera más al de la actriz Joanna Cassidy, y además, debido a que su doble de acción era reconocible en varios instantes, Cassidy sugirió volver a filmarse para la escena de la muerte de Zhora mientras era entrevistada para el documental Dangerous Days: Making Blade Runner, cosa que ocurrió finalmente; de esta forma, el rostro de la especialista que rodó inicialmente la escena fue reemplazado digitalmente por el de Cassidy.

## Versiones no oficiales
Además de las versiones oficiales, existen otros cortes populares creados por fanes de la película, como The Nexus 6 Extended Cut, Electric Unicorn Cut o The White Dragon Cut, en los que sobre todo se modifica el metraje de la película añadiendo generalmente tomas o escenas eliminadas.